# Afera z wieży Nesle
Afera z wieży Nesle – afera obyczajowa we Francji, która miała miejsce w 1314 roku.
W 1313 r. królowa angielska Izabela wraz z mężem Edwardem II gościła na dworze ojca, Filipa Pięknego. W trakcie jednego z balów jeden z dworzan doniósł Izabeli, że jej bracia są zdradzani przez żony. Izabela kazała więc przygotować dla braci i bratowych ozdobne pugilaresy. Kilka miesięcy później, już w Londynie, zobaczyła je u braci Waltera i Filipa d'Aunay. W kolejnym roku Izabela udała się do ojca i poinformowała go o zdradzie synowych. Filip Piękny nakazał śledztwo, w którym oskarżeni przyznali się, iż od trzech lat sypiali z żonami książąt: Małgorzatą Burgundzką i Blanką Burgundzką. Schadzki (lub orgie) odbywały się w wieży Nesle w pobliżu Luwru. Oskarżonych skazano na śmierć i stracono, a Małgorzatę i Blankę osadzono w twierdzy Chateau Gaillard w Normandii. Niedługo po tych zajściach Filip Piękny zmarł, a jego śmierć przypisywano klątwie braci d'Aunay (w innej wersji była to klątwa templariuszy).